# Usedlost čp. 11 (Číčenice)
Usedlost čp. 11 je venkovská usedlost s kovárnou v centru obce Číčenice na Strakonicku.

## Historie
První písemná zmínka o kovárně na tomto místě pochází z roku 1750, ale objekt je zřejmě ještě starší. V mapách stabilního katastru z roku 1837 je usedlost včetně kovárny a obytné budovy zachycena, byť kovárna je zakreslena pouze jako dřevěná. Na základě historických záznamů lze usuzovat, že v roce 1848 byla kovárna zaklenuta a zastřešena krytinou nespalného charakteru, v té době zřejmě také vznikl přístavek na uhlí a nářadí. V mapách stabilního katastru z roku 1875 je usedlost zakreslena již v dnešní podobě. Další stavební úpravy kovárny proběhly v roce 1927, poté došlo ještě ke zrušení otevřené předsíně pro kování koní. Obytný dům pak prošel významnější stavební úpravou v roce 1985, kdy byla vestavěna koupelna s toaletou.
Od roku 1922 je celý areál chráněn jako kulturní památka.

## Architektura
Usedlost je třítraktová. Západní trakt tvoří obytná budova s navazující hospodářskou částí, která dříve sloužila jako stáje a stodola. Jedná se o přízemní dům na obdélníkovém půdorysu a se sedlovou střechou krytou bobrovkami. Střecha má nad štít výrazný přesah. Průčelí obytného domu orientované do návsi je hladké, se dvěma okny a s trojúhelníkovým štítem se dvěma větracími otvory. Dům měl tradiční trojdílnou dispozici komorového typu se vstupní síní s černou kuchyní, světnicí v jedné části domu a komorou ve druhé. Během stavebních úprav v roce 1985 byl ale hlavní vstup do vstupní síně zazděn a nový prolomen v oblasti bývalé komory, kam byla také nově vestavěna koupelna a toaleta. Ve světnici se dochovala původní podlaha ze širokých prken.
Východním traktem usedlosti je kovárna s obydlím tovaryše. Jedná se o přízemní objekt na obdélníkovém půdorysu a s polovalbovou střechou s bobrovkami, k němu je pak přistavěn přístřešek s pultovou střechou. Nápadná vrata v jižním polovalbovém průčelí jsou novodobá, původně se zde nacházela otevřená předsíň pro kování koní. Ve východní uliční fasádě jsou dvě okna různých tvarů a velikostí, pásové okno s osmi tabulkami do bytu tovaryše a velký otvor s dvojicí dvoukřídlých oken do samotné kovárny. V severním štítu je malý senný otvor s dřevěnými dvířky. V kovárně se dochovala původní výheň s cihelným dymníkem.
Třetím objektem areálu je malé hospodářské stavení vedle kovárny. Jedná se o přízemní stavbu s hladkými fasádami a pultovou střechou. Uvnitř je prádelna, dřevník, který je průchodem propojen s kovárnou, a chlév.
Součástí areálu je i ohradní cihelná zeď na severozápadní straně. Dvoukřídlá dřevěná vrata jsou novodobá.